# Graeme Dey

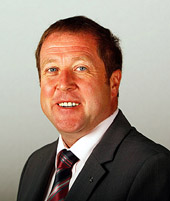
Graeme Dey

Graeme Dey (* 29. Oktober 1962 in Aberdeen) ist ein schottischer Politiker und Mitglied der Scottish National Party (SNP).

## Leben
Dey besuchte die Greenfern Infants School in Aberdeen, die Springhill Primary School sowie die Broomhill Primary School. Er wechselte dann an die ebenfalls in Aberdeen befindliche Harlaw Academy und war ab 1980 als Sportjournalist tätig. Er ist verheiratet, Vater zweier Kinder und lebt in Carnoustie.

## Politischer Werdegang
1998 trat Dey in die SNP ein. Ab 2001 war er für den Unterhausabgeordneten Mike Weir tätig und an dessen erfolgreichen Wahlkämpfen zu den Unterhauswahlen 2001, 2005 und 2010 beteiligt. Erstmals trat Dey bei den Schottischen Parlamentswahlen 2011 zu Wahlen auf nationaler Ebene an. In seinem Wahlkreis Angus South erhielt er mit deutlichem Vorsprung die höchste Stimmenanzahl und zog damit erstmals Schottische Parlament ein.